# 好醫生冰原島峰
好醫生冰原島峰是南極洲的冰原島峰，位於阿黛利地，處於羅斯唐島以南0.4公里，屬於地質學群島的一部分，海拔高度28米，該冰川在1840年由法國探險隊命名和繪入地圖。
66°40′S 140°1′E / 66.667°S 140.017°E